# Daniel Arias
Daniel Arias (nacido en 1953 en Buenos Aires, Argentina) es un escritor, profesor y periodista científico argentino.

## Biografía
Nacido en Buenos Aires en 1953, y educado en el Southern District British School y luego en el Colegio Nacional Buenos Aires, de la Universidad de Buenos Aires, Daniel Arias cursó luego la carrera de Letras en la Facultad de Filosofía y Letras de esa misma universidad. Fue docente de literatura y castellano en varios colegios (incluido el Nacional Buenos Aires), y de inglés en forma particular desde su adolescencia. Dirigió muchos talleres literarios.
Periodista científico desde 1985, fue redactor en Clarín, editor en Perfil, y colaborador en La Nación, Crítica, la Razón, así como de varias revistas. Alguna de ellas todavía existe.

## Formación
Hizo la escuela secundaria en el Colegio Nacional de Buenos Aires, con especialización en Ciencias biológicas de 1967 a 1972, y después de un año de medicina y otro y medio de servicio militar, cursó la carrera de Literatura en la Universidad de Buenos Aires. Como profesor de aula en el sistema educativo formal trabajó desde 1980 a 1987, pero enseñando inglés, por su cuenta o como jefe de departamento de diversos institutos, tiene tres décadas de oficio. Ha formado a futuros escritores en talleres literarios, y algunos de sus exalumnos son escritores notables y/o premiados: Diego Ignacio Muzzio, poeta, cuentista y novelista, Ramiro Gigliotti, cuentista, dramaturgo y coreógrafo, Adrián Martín Sánchez, poeta, las cuentistas Yeyé Juárez y Silvia Smart Walker, y las poetisas Daniela Bogado y Mushi Ezcurra.

## Carrera

### Periodista científico
Entre 1986 y 1997, con sus investigaciones y notas en Clarín, defendió al sistema científico tecnológico nacional y especialmente al Programa Nuclear en sus peores años, hasta que el sistema político los readoptó como asuntos de estado. En aquellas épocas duras, Arias consiguió fondos de investigación a investigadores argentinos con nuevos desarrollos tecnológicos, impidió la llegada de 250.000 toneladas de residuos tóxicos persistentes provenientes de Estados Unidos y Alemania a Comodoro y Buenos Aires, promovida en 1991 por el Ministerio de Hacienda. Entre 1991 y 1998, Arias contribuyó –junto a periodistas y activistas locales, como Silvio Bocchicchio, Liliana Ramaciotti, Paul Bassaget y el extinto Carlos Fermani- a salvar 75.000 hectáreas de bosque primario fueguino destinadas a transformarse en papel de fax en Japón, proyecto promovido paradójicamente por la Secretaría de Medio Ambiente de la Nación. También impidió la destrucción de la pingüinera de Punta Vírgenes, Santa Cruz, la segunda de la costa continental sudamericana, de las instalaciones y plantas que pensaba perpetrar allí una petrolera chilena. 
Como redactor, editor y freelance de todos los medios en que estuvo, apoyó casi todos los escasos proyectos tecnológicos independientes de su país en una época en que estaban políticamente condenados por gobiernos sumamente neoliberales. Defendió durante tres décadas la central nuclear compacta CAREM, proyecto que hoy por fin está en construcción, y dio apoyo a otras iniciativas, como la exportación del reactor nuclear RP-10 a Perú, el NUR a Argelia, el ETRR a Egipto y el OPAL a Australia, así como el RA-10 de Argentina, dedicado a la fabricación de radioisótopos de uso fundamentalmente médico. Apoyó toda la actividad espacial que pudo generar su país, los satélites SAC, SAOCOM, SARE y ARSAT, así como la radarización del territorio nacional con tecnología propia de la firma estatal INVAP.
En los diarios Clarín y Perfil, aunque se dedicó exclusivamente a asuntos científicos, tecnológicos, médicos y ambientales, lo hizo siempre desde un ángulo político, intentando defender el avance científico y tecnológico de su país en épocas de tremendo retroceso industrial y educativo. En Clarín, entre 1985 y 1997, publicó en todas las secciones: Política, Economía, Información General, Internacionales, Educación, diversos suplementos (entre ellos, obviamente, el científico), y en la revista dominical. En Perfil, como editor de una doble página científica diaria con más de 20 colaboradores, hizo lo mismo hasta el cierre del diario. Inmediatamente y hasta 2012 fue “freelance” en el suplemento científico de La Nación, dirigido por Nora Bär, y en el menos duradero Crítica, desde 2007 a 2009, bajo la autoridad de Eduardo Blaustein. Son dos jefes que Arias se jacta de haber tenido.
Fue columnista de varios programas de radio y de televisión por cable, y como kayakista, publicó algunos artículos en inglés en revistas especializadas de los Estados Unidos (Sea Kayaker, Paddler).

### Profesor de periodismo científico
En 2006 y 2007, dirigió los “Talleres Federales de Periodismo Científico”, dirigidos a periodistas gráficos, radiales y televisivos de todo el país, becados tras selección previa de la entonces llamada Secretaría de Ciencia y Tecnología del estado nacional (SEPCyT). Se dictaban con inmersión diaria total y en sitios relativamente aislados, como el Centro Atómico Bariloche o el Observatorio Astronómico de El Leoncito.

### Actualidad
Desde 2012 trabaja para ARSAT. Es una firma del estado que nació satelital en 2006, para ocupar con satélites de tecnología propia las posiciones geoestacionarias de la Argentina, pero desde entonces se ha derramado sobre otras actividades (el tendido de la Red Federal de Fibra Óptica y la construcción del primer Data Center de alta seguridad del país), y hoy es una empresa mayorista de telecomunicaciones que trata de llegar a cubrir el 100% de la demanda de TV-HD, Internet, telefonía fija y móvil y servicios IP del territorio argentino, que es enorme (2,8 millones de km²), y de su población, que es relativamente escasa (42 millones) y mal distribuida.
Desde 1978 se dedica a la escritura de cuentos, novelas y “non fiction”, en su tiempo libre.

### Novelas independientes
- ‘Dinosaurios’ (Norma, Buenos Aires, 2001)
- ‘Argentina mirada y pensada’  (Lunwerg-Planeta, Barcelona, 2008)
- ‘Eternidad maldita’ (Alfaguara, Serie Roja, Buenos Aires, 2009)
- ‘Aquella guerrita olvidada’ (Guid Publicaciones, 2011)[2]
- ‘Todos mis padres’, primera parte ‘Comiéndose a los caníbales’, (Guid Publicaciones, 2013)[3]
- ‘Todos mis padres’, segunda parte ‘Y Caín salvó al doctor’, (Guid Publicaciones, 2014)
- ‘Todos mis padres’, tercera parte ‘Aquella madre infinita’, (Guid Publicaciones, 2014)

## Premios
Ganó algunos premios de importancia local, incluidos dos TEA, otorgado por estudiantes de periodismo, y en 2007 ganó el Premio Kónex en periodismo científico.